# Bruno Candé
Bruno Candé Marques (18 settembre 1980 – Moscavide, 25 luglio 2020) è stato un attore portoghese della compagnia teatrale Casa Conveniente.
Venne assassinato a Moscavide, vittima di odio razziale.

## Biografia
Figlio di una coppia oriunda della Guinea-Bissau, Bruno Candé frequentò la Casa Pia di Lisbona.
Nel 2017, tornando a casa di notte in bicicletta, fu  investito e abbandonato sulla strada in stato di incoscienza. Fu preso in cura e rianimato in seguito a una chiamata anonima. Rimase in coma e riportò gravi conseguenze su tutto il lato sinistro del corpo ed evidenti limitazioni nella mobilità. Nonostante l'incidente e la conseguente invalidità, continuò la produzione teatrale e proseguì il libro che stava scrivendo.

## Carriera artistica
Nel 1995 Bruno Candé frequentò un corso di recitazione di un anno, partecipando a diversi spettacoli sotto la direzione del regista Bruno Schiappa. 
Nel 2010 avvenne l'incontro con l'attrice e regista Mónica Calle della compagnia teatrale Casa Conveniente. In quel periodo Calle stava lavorando a un progetto con i detenuti della prigione di Vale de Judeus.
Il primo spettacolo a cui partecipò fu "A Missão - Memórias de Uma Revolution", di Heiner Müller, uno spettacolo che sarebbe poi stato premiato dalla Sociedade Portuguesa de Autores, continuando poi a lavorare regolarmente con Casa Conveniente.
Nel 2011 ha partecipato a "Macbeth", al fianco di José Raposo e Mónica Garnel. Ha recitato in "Rifar o Meu Coração", di Mónica Calle, nel 2016, in "Drive In" di Mónica Garnel.
Per la televisione ha partecipato alla soap opera "A Única Mulher". 
Nel 2020 ha lavorato nello spettacolo "Escuro que te Ilumina", di Casa Conveniente insieme all'attrice Inês Vaz, incentrato sulla propria vita e sul processo di guarigione dall'incidente che ha subito nel 2017. Lo spettacolo sarebbe dovuto tornare in scena nel 2021.

## Assassinio
Secondo le testimonianze raccolte sul posto dai giornalisti, nei giorni precedenti l'omicidio c'era stata una discussione fra Candé e il vicino di casa Evaristo Marinho sorta a causa del labrador di Bruno Candé . Evaristo Marinho, assistente infermiere in pensione reduce dalla guerra coloniale in Angola  insultò Bruno Candé con frasi razziste. Secondo un testimone, Bruno Candé avrebbe risposto agli insulti di Marinho che ha quindi minacciato di ucciderlo. 
Il 25 luglio 2020, alle 13:00, Bruno Candé era seduto su una panchina insieme al cane Pepa e a una radio, quando è apparso Marinho e gli ha sparato quattro colpi a distanza ravvicinata.  Candé non ha resistito alle ferite inferte al collo e al petto. L'assassino è stato immobilizzato dai passanti che gli hanno impedito di fuggire, legandogli le mani con la sua stessa cintura, fino all'arrivo della polizia. Candé è stato dichiarato morto sul posto, mentre l'assassino fu arrestato e incarcerato.
Nel gennaio 2021 il pubblico ministero ha formalizzato l'accusa di omicidio premeditato e freddamente eseguito, derivato sia dal futile movente relativo all'abbaiare del cane, sia dall'odio razziale. 